# Техасский университет долины Рио-Гранде
Техасский университет долины Рио-Гранде (англ. University of Texas Rio Grande Valley; сокр. UTRGV) — американский государственный исследовательский университет с несколькими кампусами в регионе долины Рио-Гранде, штат Техас.
Является самым южным участником системы Техасского университета.

## История и деятельность
6 декабря 2012 года Совет системы Техасского университета одобрил предложение о реорганизации вузов: ликвидировав Панамериканский техасский университет и Техасский университет в Браунсвилле и создав Техасский университет в долине Рио-Гранде. Губернатор Техаса Рик Перри подписалв июне 2013 года билль «SB 24», закрепив тем самым создание нового университета. В декабре 2013 года Попечительский совет системы Техасского университета проголосовал за то, чтобы назвать новое учреждение Техасским университетом долины Рио-Гранде.
Университет официально открылся 31 августа 2015 года, на церемонии поднятия флага присутствовали канцлер системы Техасского университета Уильям МакрейвенБилл Макрейвен, член Палаты представителей США Рубен Инохоса и сенатор штата Техас Хуан Инохоса. Доктор Гай Бейли был избран президентом университета, доктора Хавидан Родригес проректором и исполнительным вице-президентом по академическим вопросам, а доктор Жанна Арни (Janna Arney) стала заместителем президента. После того, как Хавидан Родригес подал в отставку и стал 20-м президентом Университета штата Нью-Йорк в Олбани, на его места была принята Патриция Макхаттон (Patricia Alvarez McHatton).
Двенадцать колледжей и школ сформировали академическую основу Техасского университета долины Рио-Гранде, в их числе:
- School of Medicine

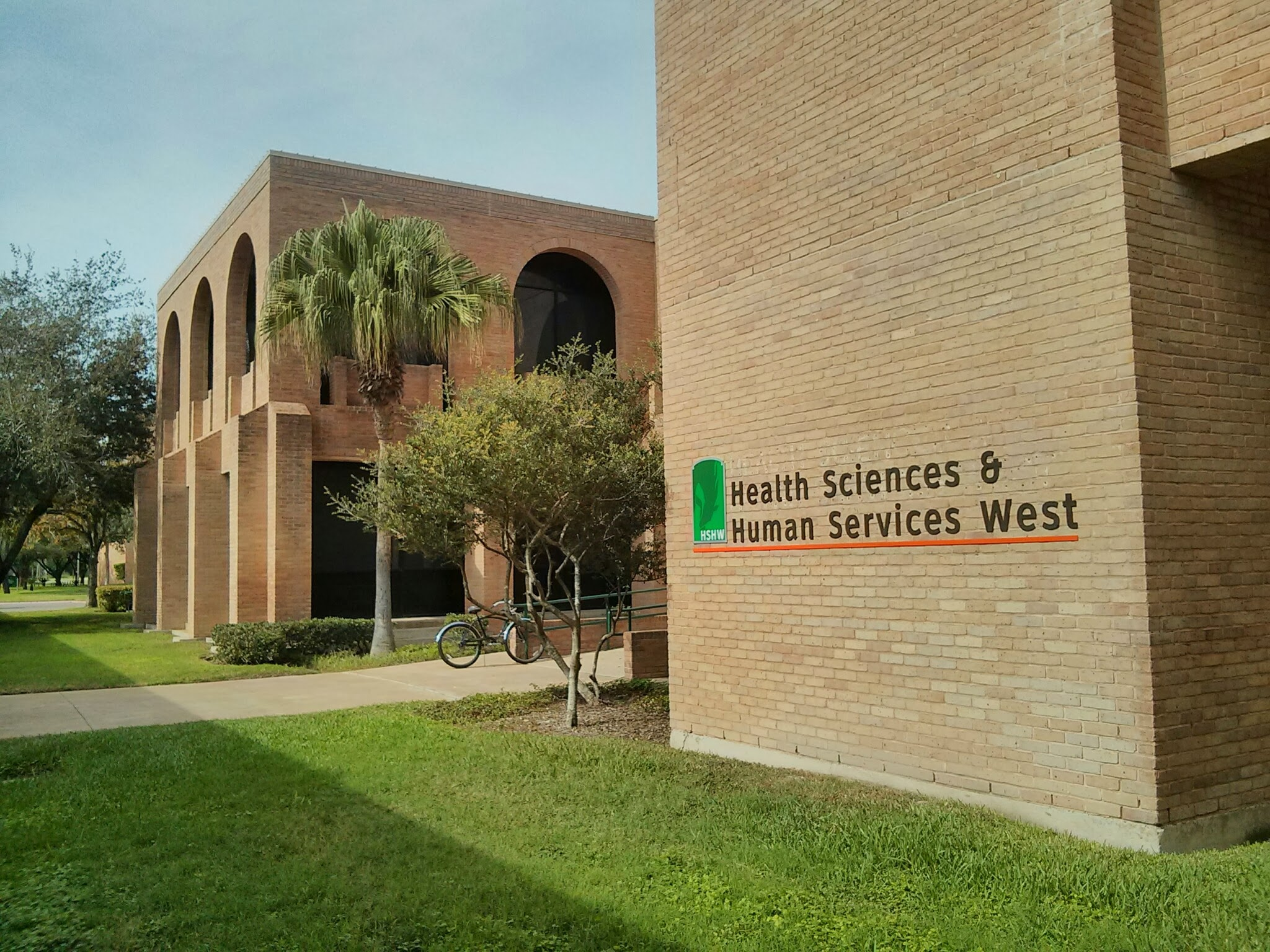
Одно из университетских зданий

- College of Medicine and Health Affairs
- College of Health Affairs
- College of Sciences
- College of Liberal Arts
- College of Fine Arts
- College of Engineering and Computer Science
- Robert C. Vackar College of Business and Entrepreneurship
- College of Education and P-16 Integration
- Honors College
- Graduate College
- University College

Университету принадлежат 105 зданий, находящихся в кампусах следующих городов: Браунсвилл, Эдинберг, Мак-Аллен, Харлинген, Рио-Гранде и Саут-Падре-Айленд.
В числе известных выпускников вуза: учёные Глория Анзалдуа и Рохелио Саенс, конгрессмен Кика де ла Гарса, генерал Уильям Гаррисон, агент национальной безопасности Хайме Запата, баскетболист Люциус Джексон.